# Csangcsun Jataj FC
A Csangcsun Jataj FC egy 1996-ban alapított kínai labdarúgóklub. Székhelye Csangcsunban található.

## Játékoskeret
2015. március 5-ei állapot szerint.
| No. |         | Poszt | Játékos                |
| --- | ------- | ----- | ---------------------- |
| 1   | Kína    | K     | Wu Yake                |
| 3   | Kína    | V     | Yan Shipeng            |
| 5   | Üzbég   | V     | Anzur Ismailov         |
| 6   | Kína    | V     | Pei Shuai              |
| 7   | Kína    | KP    | Han Deming             |
| 8   | Kína    | KP    | Du Zhenyu              |
| 9   | Bolívia | CS    | Marcelo Martins Moreno |
| 12  | Kína    | KP    | Zhu Yifan              |
| 13  | Kína    | V     | Mou Yanlong            |
| 14  | Kína    | V     | Shao Shuai             |

| No. |        | Poszt | Játékos             |
| --- | ------ | ----- | ------------------- |
| 15  | Kína   | V     | Sun Jie             |
| 16  | Kína   | V     | Jiang Zhe           |
| 17  | Kína   | KP    | Ma Xiaolei          |
| 23  | Kína   | KP    | Zhang Xiaofei (csk) |
| 26  | Kína   | KP    | Chen Liansheng      |
| 27  | Tajvan | KP    | Ko Yu-ting          |
| 28  | Kína   | KP    | Che Kai             |
| 29  | Kína   | K     | Song Zhenyu         |
| 30  | Kína   | K     | Yi Fan              |
| 31  | Niger  | CS    | Moussa Maâzou       |

## Sikerek
Kínai labdarúgó-bajnokság (első osztály)
- Bajnok: 2007
- Ezüstérmes: 2009

## Magyarok a klubnál
- Huszti Szabolcs (2014–2015)
- Elek Ákos (2015)